# 619년

## 연호
- 당(唐) 무덕(武德) 2년
- 신라(新羅) 건복(建福) 36년

## 기년
- 당(唐) 고조(高祖) 2년
- 신라(新羅) 진평왕(眞平王) 41년
- 고구려(高句麗) 영류왕(榮留王) 2년
- 백제(百濟) 무왕(武王) 20년

## 사건
- 12월 23일 - 교황 보니파시오 5세, 69대 로마 교황으로 취임.